# Cordillera de Mosetenes
Cordillera de Mosetenes är en bergskedja i Bolivia.   Den ligger i departementet Cochabamba, i den centrala delen av landet, 280 km norr om huvudstaden Sucre.
I omgivningarna runt Cordillera de Mosetenes växer i huvudsak städsegrön lövskog. Runt Cordillera de Mosetenes är det glesbefolkat, med 13 invånare per kvadratkilometer.